# ميتال غير سوليد 2: سنز أوف لبرتي
ميتال غير سوليد 2: سنز أوف لبرتي (بالإنجليزية: Metal Gear Solid 2: Sons of Liberty) هي لعبة فيديو من إخراج هيديو كوجيما، وضعت بواسطة كونامي ونشرت من قبل كونامي للبلاي ستيشن 2 في عام 2001. وهذه هي الجزء الرابع من سلسلة ميتال جير من إنتاج وإخراج كوجيما. القصة تدور حول سفينة ضخمة في عرض البحر تم الإستيلاء عليها من قبل مجموعة من الإرهابيين الذين يطلقون على أنفسهم «أبناء الحرية»، التي تدعمها وحدة من القوات الخاصة لمكافحة الإرهاب المارقة «الخلية الميتة» (Dead Cell).. يطلبون فدية ضخمة في مقابل الحصول على حياة رئيس الولايات المتحدة، وتهدد بتدمير منشأة وخلق كارثة بيئية إذا الكارثية الحد من مطالبهم. دوافع وهويات العديد من الخصوم والحلفاء تتغير بسرعة، والأنصار اكتشاف مؤامرة هزت العالم التي شيدت من قبل منظمة قوية تعرف باسم الوطنيين. ومبيعات اللعبة تخطت 7 ملايين نسخة في جميع أنحاء العالم.

## القصة

سنيك في فصل السفينة

تدور احداث القصة في فصلين هما:

### فصل السفينة (Tanker)
يبدا قسم السفينة بتخطيط من الوطنيين (Patriots) الذين يسعون إلى توريط سوليد سنيك (Solid Snake) في مهمة لانها ستكون حدث عالمي. يقوم شخص مجهول بإتصال على منظمة Philanthropy (تابعة لسوليد سنيك وأوتاكون) يخبرهم هذا الشخص المجهول بتواجد ميتال غير على متن سفينة عسكرية أمريكية تحمل الاسم المؤقت Ray.فتبدأ مهمة Solid Snake حيث يقوم بالتسلسل إلى داخل السفينة الحربية عن طريق جهاز تخفي وحبل بنجي يقفز من خلاله إلى السفينة من على جسر في مدينة نيويورك وسط جو ممطر. واثناء تسلل سنيك يكتشف انه قد وصل في وسط هجوم مرتزقة روس على السفينة الحربية بقيادة العقيد جيرلوكفيتش وبنته الضابطة أولغا، ومعاهم عدو سنيك أوسيلوت اللي زرع يد ليكويد سنيك مكان يده التي خسرها في أحداث شادو موزس.بعده يقوم سنيك بمواجهة أولغا على سطح السفينة وينجح انه هزيمتها، يتسلل داخل السفينة الحربية لكي يوصل لميتال غير ويلتقط صور تكون دليل واضح على تورط المارينز في تطوير ميتال غير بشكل سري. في نفس الوقت تمكن المرتزقة الروس بفاجئة المارينز وسيطرتهم على السفينة، ويظهر أوسيلوت في مشهد سينمائي يظهر حيث يقوم بقتل قائد فريق المرتزقة الروسي وقائد المارينز معا. بعده اتضح نية أوسيلوت بسرقة «ميتال جير راي» وقبل سرقة الميتال غير يظهر سوليد سنيك وسط المشهد واثناء ظهور سنيك يتحول صوت أوسيلوت إلى ى ليكويد سنيك بعده يهرب أوسيلوت بميتال جير راي من السفينة الحربية التي بدأت تغرق.

### القسم الرئيسي (Plant)
تكمل اللعبة في 29/4/2009 (بعد مرور سنتين على حادثة السفينة الحربية في نيويورك) مع رايدن، الضابط المبتدئ في وحدة فوكس هاوند المجددة، وبعد ما استلم أوامر بالتسلل إلى منشأة بيج شيل وبدء مهمته في مشهد مشهور جدا سوى كوجيما فيه مقلب كبير لكل اللاعبين بعد ما أوهمهم إن سوليد سنيك مكمل في القصة بعد أحداث المقدمة وفاجأهم بانه خلاهم يتحكموا بشخصية غريبة اسمها رايدن ما يدروا عنها شي ومن غير ما يجيب أي سيرة أو تلميح! 
بعد ما يتسلل رايدن لبيج شيل بنجاح، تكلفه فوكس هاوند انه ينقذ الرهائن ومن ضمنهم الرئيس الأمريكي المحتجزين من المجموعة الإرهابية المسماة أبناء الحرية (Sons of Liberty) ورئيسهم اللي يدعي انه سوليد سنيك، والمدعومين من فرقة ديد سيل (Dead Cell) المتمردة والمتخصصة في مكافحة الإرهاب واللي بتطلب بمبلغ خيالي فدية للرئيس الأمريكي وبتهدد إنها تفجر كامل منشأة بيج شيل. حاول المارينز الأمريكي انه يرسل فرقة عسكرية تخلص الموقف لكنهم انقتلوا كلهم أول ما وصلوا بيج شيل عن طريق عضوين ديد سيل فامب وفورتشن، وبعدها صارت بيج شيل بكاملها تحت حراسة ومراقبة المرتزقة الروسيين بقيادة أولغا اللي ما تدري عن خيانة أوسيلوت اللي خدعها وخلاها تصدق إن سوليد سنيك هو اللي قتل أبوها في حادث السفينة الحربية.
الشخصين الوحيدين اللي نجوا من فريق المارينز هم الجندي بليسكن وخبير المتفجرات ستيلمان اللي يتعرفوا على رايدن وينضموا له في محاولاتهم لتعطيل القنابل المزروعة في بيج شيل واللي وزعها فاتمان اللي طلع انه التلميذ القديم لستيلمان نفسه. نتيجة لمحاولاتهم في التخلص من القنابل، «ستيلمان» يموت في انفجار قنبلة في القسم 2 من «بيغ شيل»، لكنه قبلها ينجح أنه يحذر رايدن الذي يتفادى الانفجار في القسم 1 من «بيغ شيل» وينقذ المنشأة من خطر الغرق والتلوث. بعدها، «رايدن» ينجو من مواجهاته مع «فامب» و«فورتشن» ويلحق «فاتمان» ويقتله بعد معركة ومطاردة في مهبط الهليكوبترات.
عد التخلص من تهديد القنابل، يبدأ «رايدن» البحث عن الرئيس الأمريكي، ومع الوقت يبدأ يشك فحقيقة هوية المدعو «بليسكن» لكنه يوافق على خطته في نقل الرهائن من «بيغ شيل» عن طريق الهليكوبتر. وهم ينفذوا خطتهم وتفاجأوا بهجوم قائد مجموعة (أبناء الحرية) عليهم مستخدم طيارة هارير حربية، ادعى هذا القائد أنه «سوليد سنيك» لكن «بليسكن» يصرخ أن الرجل هذا كذاب وليس ب«سوليد سنيك»، ويساعد «رايدن» في الهجوم على الطيارة الحربية بقيادة «فامب».
تنتهي المعركة بتحطم الطائرة الحربية وظهور ميتال «جير راي» الذي أمسك الطائرة المتحطمة وساعد الإرهابيين بأن يهربوا منها. «بليسكن» يكشف ل«رايدن» انه هو «سوليد سنيك» الحقيقي، وبمعاونة «أوتاكون» ساعد «رايدن» بأن يحدد موقع الرئيس الأمريكي. وقت ما وصل «رايدن» لمكان احتجاز الرهائن، كشف له الرئيس الأمريكي ان منشأة «بيغ شيل» منشأة وهمية ومجرد خدعة غرضها الحقيقي اخفاء سلاح «ميتال جير» جديد اسمه «أرسنال جير» الذي يشتغل بنظام ذكاء صناعي خارق اسمه [GW] والذي يقدر بأن يتحكم في إرسال واستقبال جميع المعلومات الإلكترونية في مجال المنطقة اللي هو فيها.
يكشف الرئيس الأمريكي لرايدن إن النظام الديموقراطي والانتخابات كذبة، وان المتحكمين الحقيقين وزعماء أمريكا هم منظمة سرية اسمها الوطنيين (The Patriots)، وأيضا يوضح الرئيس لرايدن إن زعيم المجموعة الإرهابية أبناء الحرية هو فالحقيقة الرئيس السابق لأمريكا جورج سيرز (الذي كان رئيس في وقت ميتال جير سوليد 1 والمهتم جدا بأحداث شادو موزس) الذي في الأساس هو نسخة ثالثة من بيج بوس والمعروف باسم سوليدوس سنيك (Solidus Snake)! ويبين الرئيس إن سوليدس كان يشتغل لمصلحة الباتريوتس لكن علاقته خربت معهم بعد أحداث شادو موزس وخطط للتمرد عليهم مع فرقة ديد سيل لكي يتخلص من تحكم الباتريوتس للأبد.
بعد ما كشف الرئيس الأمريكي لرايدن كل هذي الحقائق، يظهر أوسيلوت ويتسبب في قتل الرئيس الأمريكي. يحدد رايدن هدفه في أن يتخلص من أرسنال جير ويتوجه لإنقاذ مهندسة نظام هذا السلاح إيما ايمريك (أخت أوتاكون بالتبني)، وفي طريقه يقابل فامب ويقاتله مرتين لكن لم يتخلص منه. توافق إيما إنها تساعد رايدن في تخريب أرسنال جير عن طريق تحميل فايروس اليكتروني إلى نظام GW التي تنجح بتحيمل نصفه قبل ما يصلها فامب ويصيبها إصابة بليغة، لكن رايدن ينجح فقتل فامب أخيرا ويساعد أوتاكون في تهريب الرهائن من بيج شيل، بعدها تقبض أولغا على رايدن بموافقة من سوليد سنيك الذي يحسب رايدن أته خانه.
يصحى رايدن من إغمائته ويلقى نفسه فزنزانة تعذيب مع سوليدس سنيك الذي يكشف لرايدن انه هو الذي كان يتبناه وقت ما كان طفل وانه تركه جندي صغير وعامله كابنه أيام الحرب الأهلية في دولة ليبيريا. أيضا يكشف سوليدس أن رايدن في الحقيقة عميل لمنظمة الباتريوتس من دون ما يدري وانه قاعد يخدم مصالحهم من البداية. بعد ما انتهى الحوار بينهم يخرج سوليدس من الزنزانة ومعه أولغا وتطلق سراح رايدن وتقوله إنها هي أيضا صار ولائها للباتريوتس وانها صارت عميلة مزدوجة تشتغل مع مجموعة أبناء الحرية (الذي منهم المرتزقة الروسيين) لكن لصالح الباتريوتس بعدما خطفوا طفلتها (التي كانت حامل فيها وقت أحداث السفينة الحربية في 2007) وهددوها انهم يؤذوها إذا ما ساعدت رايدن في تكملة مهمته.
أولغا تقول لرايدن انه يجب أن يلتقي سوليد سنيك الذي نجح انه يخدع ديد سيل وإعطاهم رايدن كي يشغلهم فيه ويستطسع أن يستغل الوقت ويصل لأرسنال جير. يبدأ رايدن في التحرك وهو من دون أي معدات أو حتى ملابس! ويشق طريق المنشأة كي يقابل سوليد سنيك، وبنفس الوقت يلاحظ أن العقيد روي كامبل بدأ يتصرف بطريقة غريبة جدا وصار يعطيه توجيهات عجيبة تركته يشك ويكتشف عن طريق مساعدة من أوتاكون إن روي كامبل الذي يوجه رايدن من البداية هو وباقي فريق فوكس هاوند المجدد ما هم إلا مجرد برنامج من صناعة وتحكم GW الكمبيوتر الخارق صاحب الذكاء الصناعي في أرسنال جير! وان سبب التصرفات العجيبة طلع هو الفايروس الذي حملت إيما نصفه في GW وبدأ يؤثر على النظام.
يتلقى رايدن اتصال هذي المرة من صديقته روز الاي هي صارت تتكلم كلام غريب وبأصوات متغيرة بعدها فجأة تقوله إنها حامل بطفل منه! وبعد كل هذه المشاكل يقابل رايدن سوليد سنيك الذي يعطيه عدته وملابسه، ويبدأ هو وسنيك في التحرك داخل أرسنال جير ويتواجهوا مع فورتشن اللي تركز على سوليد سنيك وهي تحسب انه هو الذي قتل أبوها فأحداث السفينة الحربية قبل سنتين (نتائج كذب أوسيلوت المعتادة)، يطلب سنيك من رايدن الاستمرار في البحث عن سوليدس ويواجه هو فورتشن، وقتها يضطر رايدن انه يواجه فرقة ميتال جير كاماة مكونة من 25 ميتال جير راي موجودين على أرسنال جير ويحاول يفجرهم مستخدم صواريخ ستينجر.
بعد ما يتحاصر رايدن تظهر أولغا تضحي بحياتها وخوفها على طفلتها تركها تنقذه قبل لا يقتلها سوليدس وينجح انه يمسك رايدن وسوليد سنيك. يلاحظ سوليدس إن نظام التحكم في أرسنال جير وباقي الميتال جير راي بدأ يفقد السيطرة ويتصرف بطرق غريبة بسبب الفايروس، ويحقد على الباتريوتس الذي هو رأ انهم هم سبب خراب خطته وما حدث أيضا. يظهر أوسيلوت ويكشف للكل انه هو أيضا عميل لحساب الباتريوتس، وان كامل مهمة بيج شيل كانت عبارة عن تمرين محاكاة اسمه S3 (Solid Snake Simulation) محسوب ومخطط له انه يكون محاولة لإعادة أحداث شادو موزس (ميتال جير سوليد 1 والجزء السابق) لغرض إنتاج جندي بنفس مستوى سوليد سنيك الذي هو رايدن.
يقتل أوسيلوت فورتشن قبل ما تسيطر عليه شخصية ليكويد سنيك الذي يعلن انه ينوي أن يلاقي الباتريوتس بمعرفة عقل أوسيلوت ويتخلص منهم باستخدام ميتال جير راي الذي أخده من المارينز. يهرب ليكويد/أوسيلوت من المكان ويلاحقه سوليد سنيك في نفس الوقت الذي يفقد فيه أرسنال جير السيطرة نهائيا.
يدخل أرسنال جير منطقة منهاتن في نيويورك ويبدأ يصدم في المباني ويسقط منه رايدن وسوليدس ويتوقفوا على سطح مبنى حكومي معروف، يقول سوليدس انه يريد أن يقتل رايدن بغية أن يستخدم أجهزة التعقب التي في جسمه كي توصله للباتريوتس الذي ينوي يقتلهم ويكمل حلمه انه يبدأ دولة مستقلة يسميها أبناء الحرية. وفي ذاك الوقت يأتي اتصال لرايدن من ذكاء صناعي يعرف نفسه على انه مبعوث من الباتريوتس ويكشف لرايدن إن الهدف الحقيقي من محاكاة S3 هو معرفة كيف يقدروا الباتريوتس انهم يحاكوا ويتحكموا في التصرفات البشرية للناس كي يقدروا انهم يمنعوا المجتمع من الانحدار والتسطح الفكري بسبب فيضان المعلومات التافهة والتي ليس لها أهمية التي صارت منتشر وبدأ يغطي على العلوم المهمة والمعرفة التي ليس لها فائدة والحقائق التي ممكن أنها لم تعجب الجميع. يضطر رايدن لمواجهة سوليدس بعدما هددوه الباتريوتس انهم يقتلوا طفلة أولغا وكمان صديقته روز إذا ما نفذ أوامرهم وأتخلص من سوليدس.
ينجح رايدن في قتل سوليدس سنيك بعد معركة درامية بحد السيوف. بعدها، يلتقي رايدن بسوليد سنيك الذي يتكلم معه عن الأحداث التي مروا فيها وأهمية المعلومات في عصرنا الحالي وكيف أن كل شخص مسؤول عن الإرث الذي سينقله للأجيال القادمة وكيف إن أي شخص يجب أن يقرر مصيره وهويته بنفسه من دون ما يتقيد بالمفروض عليه من الذي من حوله. يكمل سنيك كلامه ويطمن رايدن انه زرع جهاز تتبع على الميتال جير راي حق أوسيلوت، وانه هو وأوتاكون مخططين انهم يلاحقوا أوسيلوت وينقذوا طفلة أولغا ويتخلصوا من الباتريوتس الذي يقدروا يحددوا هويتهم عن طريق تحليل المعلومات الموجودة في دسك فايروس GW. وأخيرا، يقابل رايدن روز في شوارع نيويورك في تاريخ نفس اليوم اللي تقابلوا فيه لأول مرة.
بعد ما تنتهي القصة، نسمع محادثة بين أوتاكون وسنيك يناقشوا فيها الذي وجدوه من تحليل قرص فايروس GW الذي من المفروض انهم يوصلوا عن طريقه للبيانات الشخصية حقت 12 عضو يمثلوا مجلس الحكماء الأعلى للباتريوتس. لكن، يكشف أوتاكون إن جميع أفراد مجلس حكماء الباتريوتس ميتين من قبل 100 سنة!

## الاستقبال
| الدرجات الإجمالية                          | الدرجات الإجمالية |
| المجموع                                    | نقاط              |
| ------------------------------------------ | ----------------- |
| غيم رانكينغز                               | 95.09%            |
| ميتاكريتيك                                 | 96/100            |
| نتائج المراجعة                             |                   |
| نشرة                                       | نقاط              |
| أول غيم                                    | [ 5 ] [ 6 ]       |
| كمبيوتر آند فيديو غيمز                     | 9/10              |
| إدج                                        | 8/10              |
| إلكترونك غيمينغ مونثلي                     | 38.5/40           |
| فاميتسو                                    | 38/40             |
| غيم إنفورمر                                | 10/10             |
| غيم ريفولوشن                               | A                 |
| غيم برو                                    | [ 10 ]            |
| غيمزماستر                                  | 96%               |
| غيم سبوت                                   | 9.6/10            |
| غيم سباي                                   | [ 12 ]            |
| غيمز رادار                                 | 96/100            |
| غيم زون                                    | 9.8/10            |
| آي جي إن                                   | 9.7/10            |
| مجلة بلاي ستيشن الرسمية (المملكة المتحدة)  | 10/10             |
| مجلة بلاي ستيشن الرسمية (الولايات المتحدة) | [ 3 ]             |
| بي.إس.إم.                                  | 10/10             |
| بي.إس.إم.3                                 | 96%               |
| GameNOW                                    | A+                |
| Gamer.tv                                   | 9.6/10            |
| Gaming Target                              | 9.9/10            |
| Just Adventure                             | A                 |
| مكسيم (مجلة)                               | [ 4 ]             |
| نيكست جينرايشن                             | [ 3 ]             |
| The Electric Playground                    | 9.7/10            |

| جوائز       | جوائز          |
| نشرة        | جائزة          |
| ----------- | -------------- |
| غيم إنفورمر | لعبة العام     |
| CESA Award  | جائزة التميز   |
| إدج         | الإبداع بالسنة |

## روابط خارجية
- ميتال غير سوليد 2: سنز أوف لبرتي على موقع IMDb (الإنجليزية)

- ميتال غير سوليد 2: سنز أوف لبرتي على موقع IMDb (الإنجليزية)